# Distrito de Maintirano
Maintirano es un distrito de la región de Melaky, en la isla de Madagascar, con una población estimada en julio de 2014 de 109 494 habitantes.
Se encuentra ubicado cerca de la costa occidental de la isla, y de la Reserva Maningoza y la Reserva Bemarivo.